# Гроховяк, Станислав

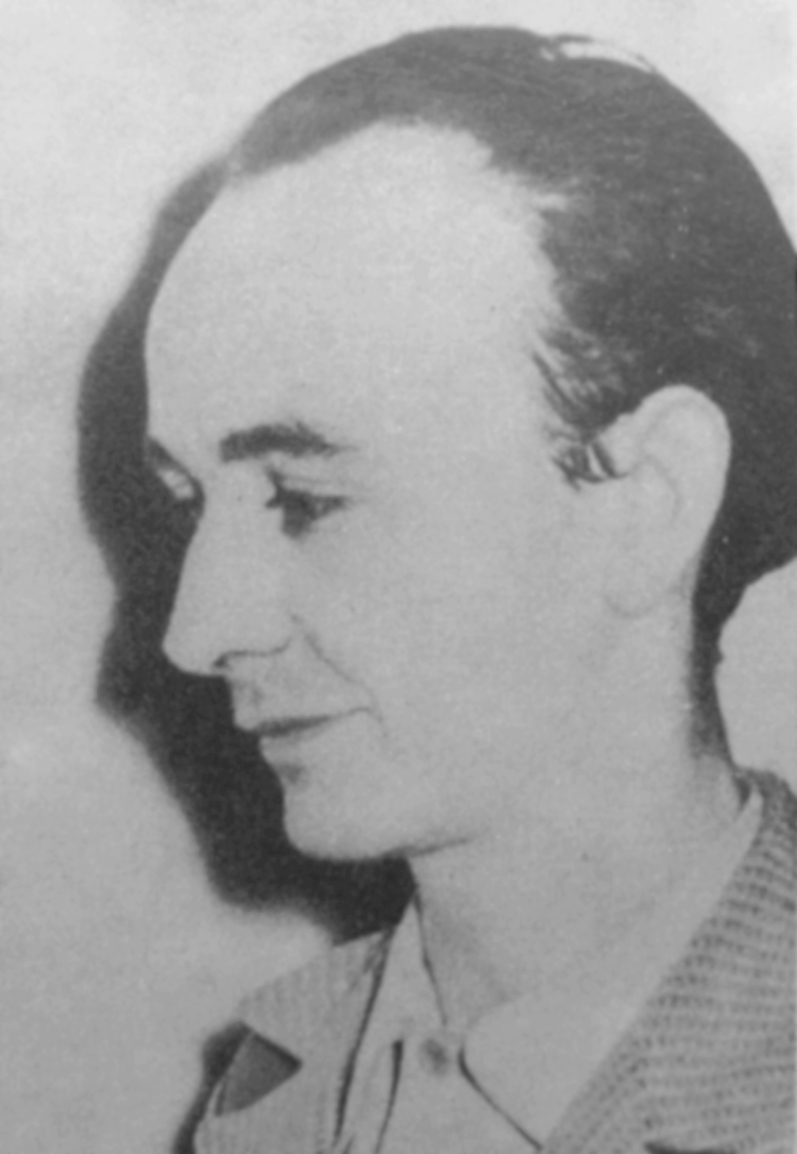
Стани́слав Грохо́вяк

Стани́слав Грохо́вяк (пол. Stanisław Grochowiak; 24 января 1934, Лешно — 2 сентября 1976, Варшава) — польский поэт, прозаик, драматург.

## Биография
Жил в Лешно, Вроцлаве, в 1955 году переехал в Варшаву. Работал в католическом издательстве «PAX», в редакциях газет и журналов, в том числе был главным редактором ведущей газеты литературной молодёжи «Współczesność» (Современность). Дебютировал как поэт. Работал также как прозаик и драматург, несколько его пьес были экранизированы. Издал представительную двухтомную антологию польской поэзии (1973).
Умер после тяжёлой болезни. Похоронен на кладбище Воинское Повонзки.

## Творчество
Первая публикация стихов в периодике — в 1951 году, первая книга стихов «Рыцарская баллада» — в 1956 году. В следующих сборниках («Менуэт с кочергой», 1958; «Раздевание ко сну», 1959) развивал эстетику безобразного, став в польской поэзии основоположником турпизма, как его назвал поэт Юлиан Пшибось (лат. turpis — безобразный, отвратительный; к турпистам Пшибось относил также Ружевича и Бялошевского). Символическими ориентирами и героями стихов Гроховяка выступали Рабле, Брейгель, Вийон, Санчо Панса. Событием в литературе стала публикация его антивоенной поэмы Totentanz in Polen (1969). Впоследствии пришёл к более взвешенной манере, близкой к польскому барокко, но и в нём особенно ценил неправильные стихи ксендза Баки.

## Публикации на русском языке
Стихи Гроховяка на русский язык переводили Б. Слуцкий, Д. Самойлов, Ю. Левитанский, Б. Окуджава, Н. Астафьева, В. Британишский.
- Стихи // Из современной польской поэзии. М.: Прогресс, 1979,с.25-88
- Стихи // Астафьева Н., Британишский В. Польские поэты XX века. Т.2. СПб: Алетейя, 2000, с.270-282 (пер. Нат. Астафьевой)